# Saint-Pons-de-Mauchiens
Saint-Pons-de-Mauchiens è un comune francese di 644 abitanti situato nel dipartimento dell'Hérault nella regione dell'Occitania.

## Società

### Evoluzione demografica
Abitanti censiti